# Scolopendra morsitans
Espèce
Scolopendra morsitans est une espèce de chilopodes de la famille des Scolopendridae. C'est l'espèce type du genre Scolopendra.

## Description
Adulte, cette espèce mesure jusqu'à 13 cm de longueur. Elle présente une tête rouge brillant et des segments de corps rayés. En revanche la teinte de son corps varie les régions. Cette espèce se rencontre dans les régions tropicales et est particulièrement envahissante,. Il s'agit d'une espèce prédatrice, agressive et opportuniste qui chasse habituellement la nuit et se nourrit d'autres arthropodes mais aussi de petits vertébrés,. Elle utilise ses mandibules (forcipules) pour capturer et immobiliser sa proie puis son venin neurotoxique pour la digérer,. Elle préfèrent les environnements chauds et se rencontrent préférentiellement sous des feuilles, de l'écorce, ou d'autres substrats.

Spécimen de Scolopendra morsitans face dorsale

## Venin
Une étude publiée en 2024, démontre que le venin injecté par cette espèce est différent selon le type de situation rencontré, à savoir, pour sa défense ou pour la prédation. Les auteurs de l'étude suggèrent que cela pourrait être dû au fait que les molécules nécessaires au venin utilisé pour sa défense mettent du temps à se renouveler une fois utilisées ce qui la rend donc plus vulnérable pendant ce laps de temps. L'utilisation optimale des toxines les plus agressives pour les situations de défense, permettrait donc d'augmenter la capacité de survie de l'espèce,.

## Liste des sous-espèces
Selon GBIF (15 juillet 2023) :
- Scolopendra morsitans coerulescens ] Cragin, 1885
- Scolopendra morsitans morsitans Linnaeus, 1758
- Scolopendra morsitans scopoliana C.L. Koch, 1841

## Systématique
Le nom valide complet (avec auteur) de ce taxon est Scolopendra morsitans Linnaeus, 1758.
Scolopendra morsitans a pour synonymes :
- Eurylithobius slateri Butler, 1876
- Scolopendra afzelii Porat, 1871
- Scolopendra angulipes Newport, 1844
- Scolopendra attenuata Porat, 1871
- Scolopendra bilineata Brandt, 1840
- Scolopendra brachypoda Peters, 1862
- Scolopendra brandtiana Gervais, 1837
- Scolopendra carinipes Humbert & Saussure, 1870
- Scolopendra chlorocephala Porat, 1871
- Scolopendra cognata Porat, 1871
- Scolopendra compressipes Wood, 1862
- Scolopendra crassipes Brandt, 1840
- Scolopendra elegans Brandt, 1841
- Scolopendra erythrocephala Brandt, 1840
- Scolopendra fabricii Newport, 1845
- Scolopendra formosa Newport, 1845
- Scolopendra fulvipes Brandt, 1841
- Scolopendra grandidieri Saussure & Zehntner, 1902
- Scolopendra impressa Porat, 1876
- Scolopendra infesta C.L.Koch, 1847
- Scolopendra intermedia Porat, 1871
- Scolopendra leachii Newport, 1844
- Scolopendra limbata Brandt, 1840
- Scolopendra lineata Saussure & Zehntner, 1902
- Scolopendra longicornis Newport, 1844
- Scolopendra modesta Wood, 1862
- Scolopendra morsicans Linnaeus, 1758
- Scolopendra morsitans amazonica
- Scolopendra morsitans calcarata
- Scolopendra morsitans fasciata
- Scolopendra morsitans procera
- Scolopendra morsitans sulcipes
- Scolopendra mossambica Peters, 1862
- Scolopendra pella Wood, 1861
- Scolopendra picturata Porat, 1871
- Scolopendra pilosella Porat, 1871
- Scolopendra planipes C.L.Koch, 1847
- Scolopendra platypoides Newport, 1844
- Scolopendra platypus Brandt, 1840
- Scolopendra porphyratainia Wood, 1861
- Scolopendra richardsoni Newport, 1845
- Scolopendra saltatoria Porat, 1871
- Scolopendra spinosella Saussure & Zehntner, 1902
- Scolopendra tigrina Newport, 1845
- Scolopendra tongana Gervais, 1847
- Scolopendra tuberculidens Newport, 1844
- Scolopendra vaga Porat, 1871
- Scolopendra varia Newport, 1845
- Scolopendra wahlbergi Porat, 1871
- Trachycormocephalus jodhpurensis Khanna, 1977